# Popular Front Party
Die Popular Front Party (PFP) war eine politische Partei in Ghana. 

## Geschichte
Sie wurde nach dem Ende der Militärdiktatur unter Ignatius Kutu Acheampong und dem Ende des geltenden Parteienverbotes zu den Wahlen des Jahres 1979 in der Dritten Republik Ghanas (1979–1981) gegründet. Die PFP gilt als Nachfolgepartei der Progress Party, der Regierungspartei der zweiten Republik unter Kofi Abrefa Busia und steht damit politisch in der konservativ-liberalen Danquah-Busia-Tradition.
Bei den Wahlen am 18. Juni 1979 trat für die PFP Victor Owusu als Kandidat bei den Präsidentschaftswahlen an. Im ersten Wahlgang erzielte er den zweiten Platz mit ca. 29,86 Prozent der Wählerstimmen. In der nachfolgenden Stichwahl am 9. Juli 1979 trat der zweitplatzierte Owusu für die PFP gegen Hilla Limann, den späteren Präsidenten Ghanas an. Owusu erzielte 38 Prozent der Stimmen und unterlag Limann damit deutlich.
Bei den Wahlen zur Nationalversammlung (National Assembley) vom 18. Juni 1979 erzielte die PFP insgesamt 42 der 140 Sitze und wurde damit stärkste Oppositionspartei hinter der People’s National Party von Limann.
Die PFP wurde aufgelöst, nachdem Jerry Rawlings am 31. Dezember 1981 gegen Präsident Liman erfolgreich einen Militärputsch organisierte und ein Parteienverbot erließ.

## Bekannte Mitglieder der PFP
- Victor Owusu (1923–2000), Vorsitzender
- John Agyekum Kufuor (* 1938), Gründungsmitglied
- Kwamina Bartels (* 1947)
- Stephen Asamoah-Boateng (* um 1958)